# 海洋白書
海洋白書（かいようはくしょ）とは、海洋政策研究財団が2004年から毎年発行している白書である。多方面にわたる海洋・沿岸域に関する出来事や活動を分野横断的に整理分析し、日本国民の海洋に対する関心と理解を高めるために作成されている。

## 概要
海洋に関する出来事や活動を理解できるように3部で構成している。第1部で特にその年報告したい事項、第2部で海洋に関する日本及び世界の1年間の動き、第3部で関連する資料を掲載している。

近年では、海洋基本法が掲げる12の基本的施策の中からいくつかの分野を選び、その現状、課題及び今後の進むべき方向について取り上げている。